# أبيليس

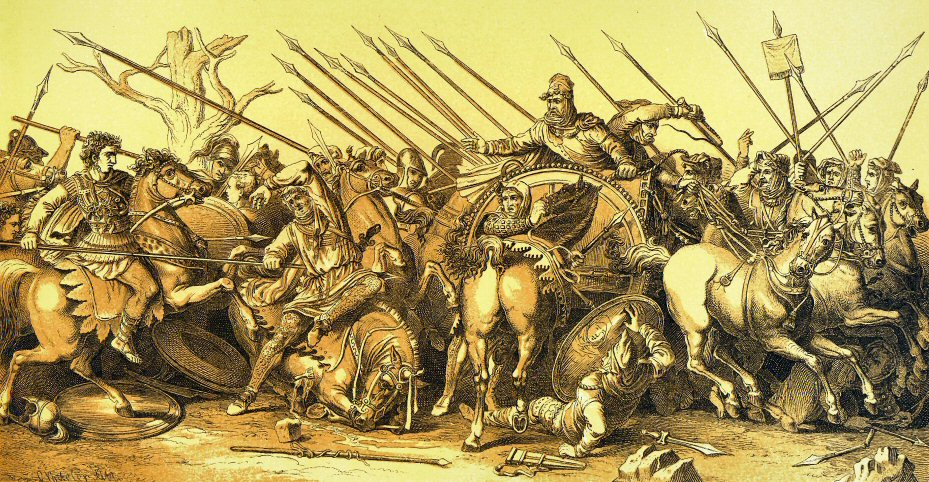
إعادة تشكيل لوحة الفسيفساء لمعركة إيسوس بعد أن وجدت لوحة لأبيليس أو فيلوكزينوس من إرتريا في منزل فاون في بومبي

أبيليس (باليونانية: Ἀπελλῆς) من كوس (اشتهر في القرن الرابع قبل الميلاد) كان رساماً شهيراً في اليونان القديمة. صنفه بلينيوس الأكبر الذي ندين له بكثير من معرفتنا عن هذا الفنان في مرتبة متفوقة على الفنانين السابقين واللاحقين. أرخ أبيليس إلى الأولمبياد رقم 112 أي (332-329 قبل الميلاد) ربما لأنه رسم صورة الإسكندر الأكبر.